# Nintendo 64DD
Nintendo 64DD (DD står for Disk Drive) er et udvidelsessystem til Nintendo 64. Det blev kaldt Dynamic Drive i begyndelsen af maskinens udvikling. Nintendo 64DD blev et kommercielt nederlag, og blev aldrig udgivet uden for Japan. Mange computerspil blev planlagt for lancering til systemet, blandt andet The Legend of Zelda: Ocarina of Time (som Zelda 64) og Paper Mario (som Super Mario RPG 2).